# Polarblågull
Polarblågull (Polemonium boreale) är en art i familjen blågullsväxter med nordlig cirkumpolär utbredning.

## Synonymer
Polemonium boreale subsp. hyperboreum (Tolm.) Á. Löve and D. Löve
Polemonium boreale subsp. richardsonii (Graham) J.P. Anders.
Polelmonium boreale var. villosissimun Hultén
Polemoniu. hyperboreum Tolm
Polemonium pulcherrimum subsp. hyperboreum (Tolm.) Á.Löve & D.Löve